# Hiroshige II
Pour les articles homonymes, voir Utagawa.
Hiroshige II (歌川広重 2代目), Utagawa Hiroshige nidaime , dont le nom de naissance est Hiroshige Shigenobu, est un maître de l'estampe ukiyo-e japonais du XIXe siècle. Né en 1826, il est supposé mort en 1869.

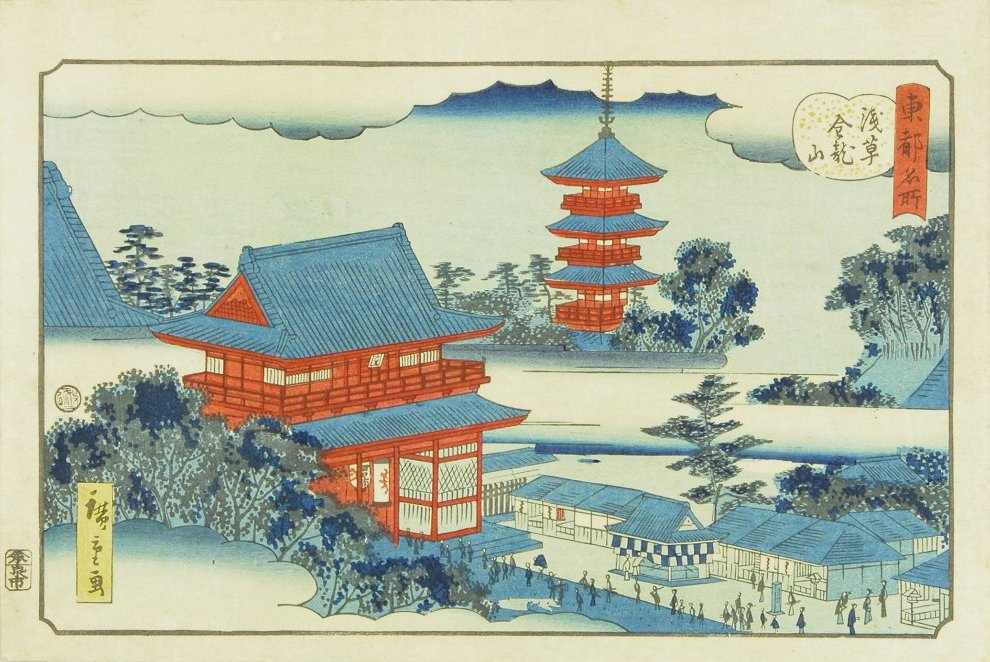
Temple de Kinryuzan à Asakusa par Hiroshige II.

Ses origines ne sont pas bien connues et un lien de filiation directe avec Hiroshige et Hiroshige III est totalement improbable, mais certaines sources en font le gendre du premier.[réf. nécessaire]

## Biographie
Hiroshige II est le premier gendre de Hiroshige Andō. Il abandonne ce dernier et s'établit à Yokohama en 1865. Dépourvu du grand talent de son maître, il reprend son style d'estampes de paysages en y plaçant volontiers des personnages étrangers, russes, anglais et américain.

## Galerie

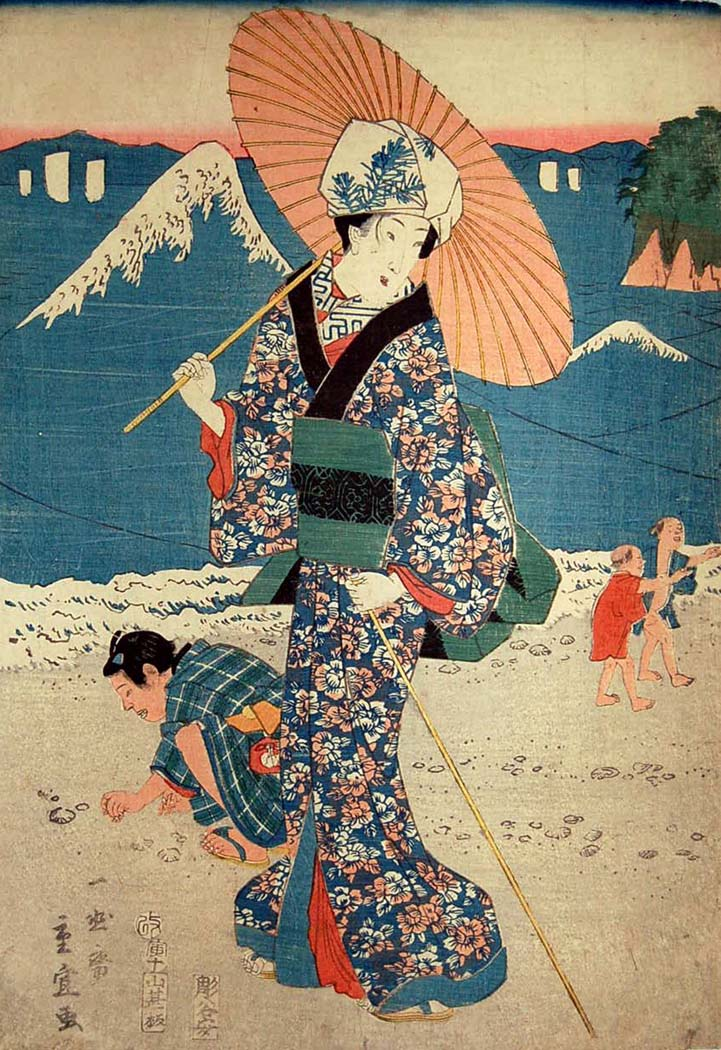
La Geisha de koshigewa».
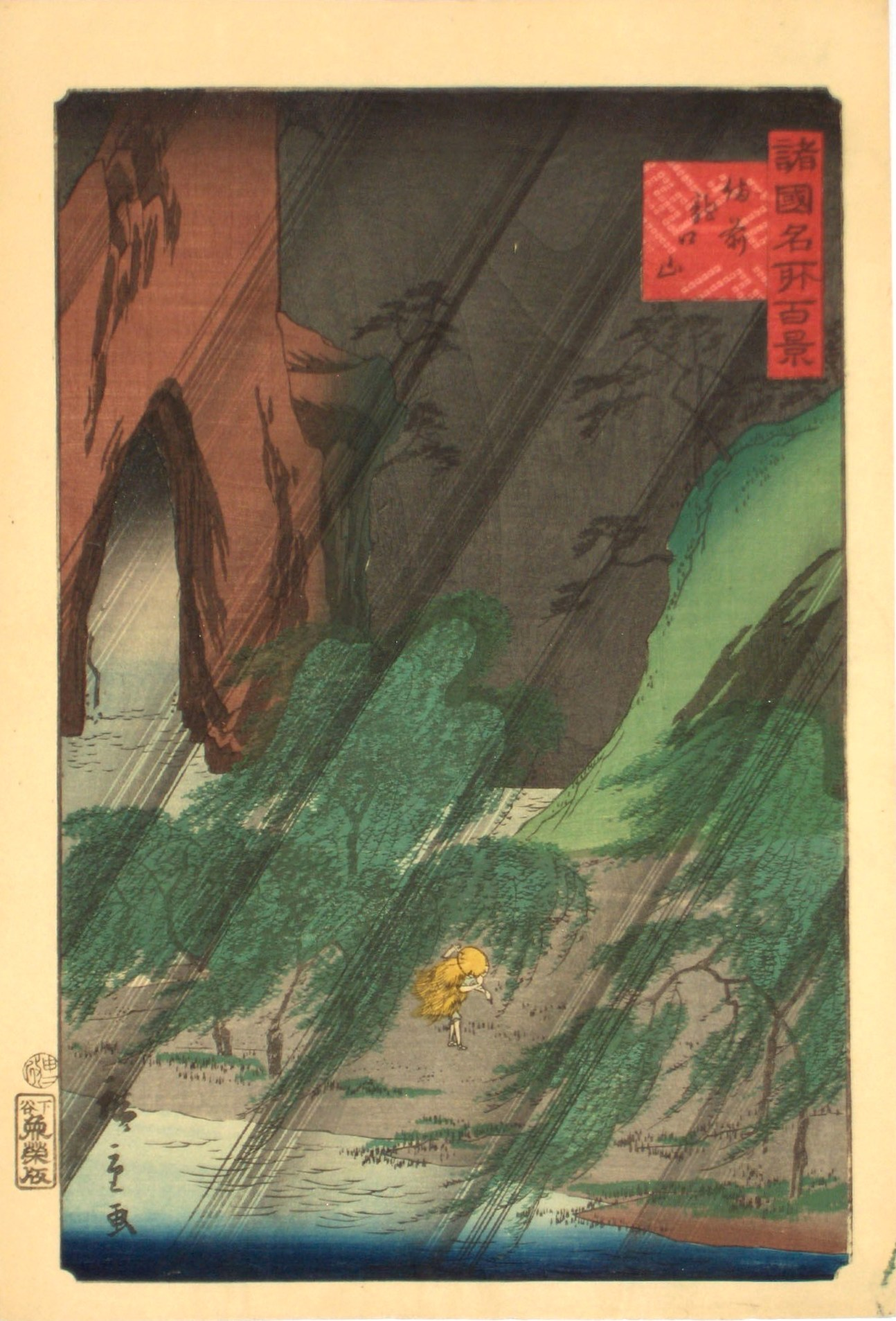
Bizen Tatsunokuchiyama de la série « Cent vues des provinces ».
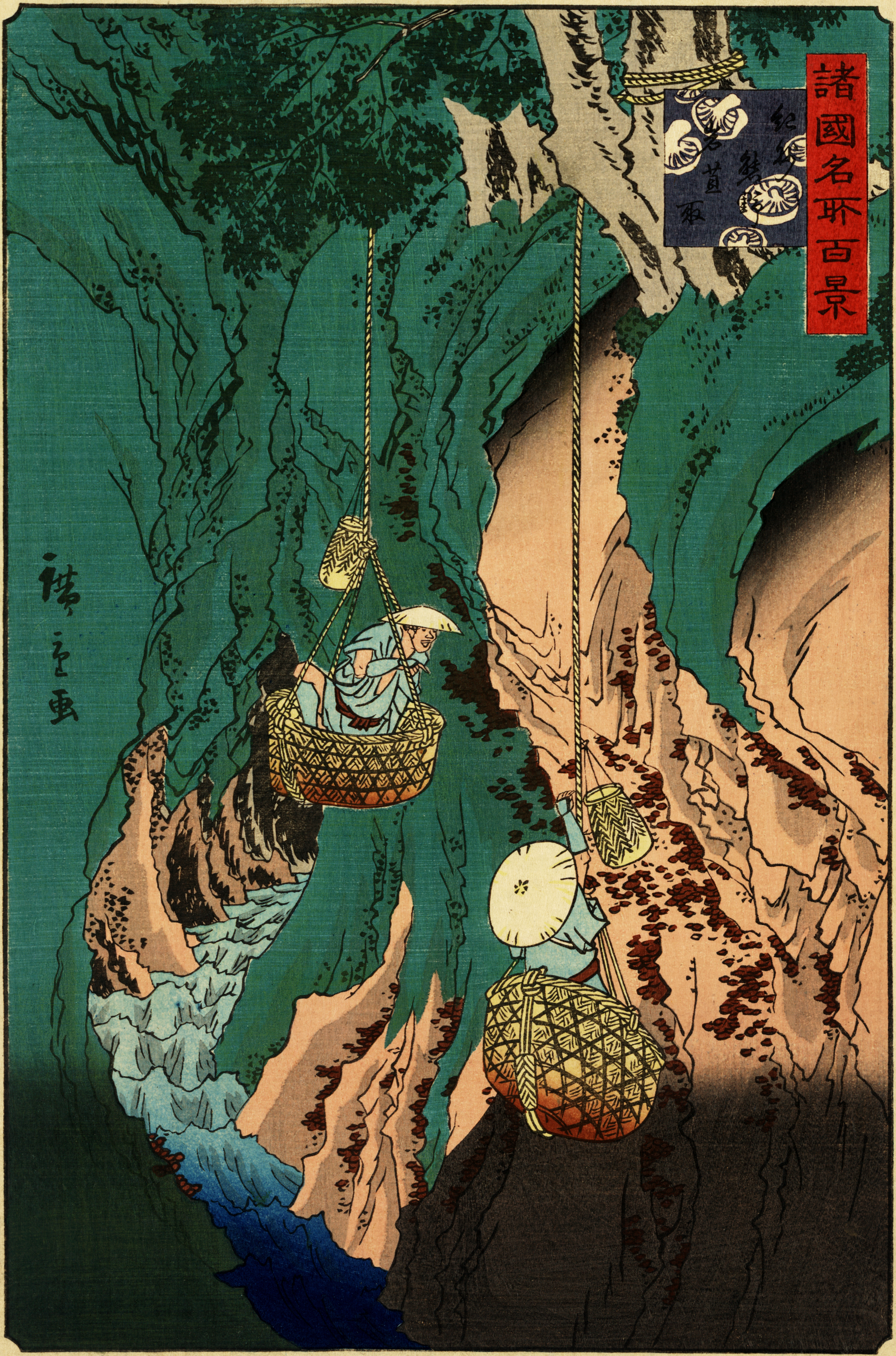
Kishū kumano iwatake tori, récolte des champignons iwatake à Kumano, Kishū) de la série Shokoku meishō hyakkei (« Cent vues des provinces »)
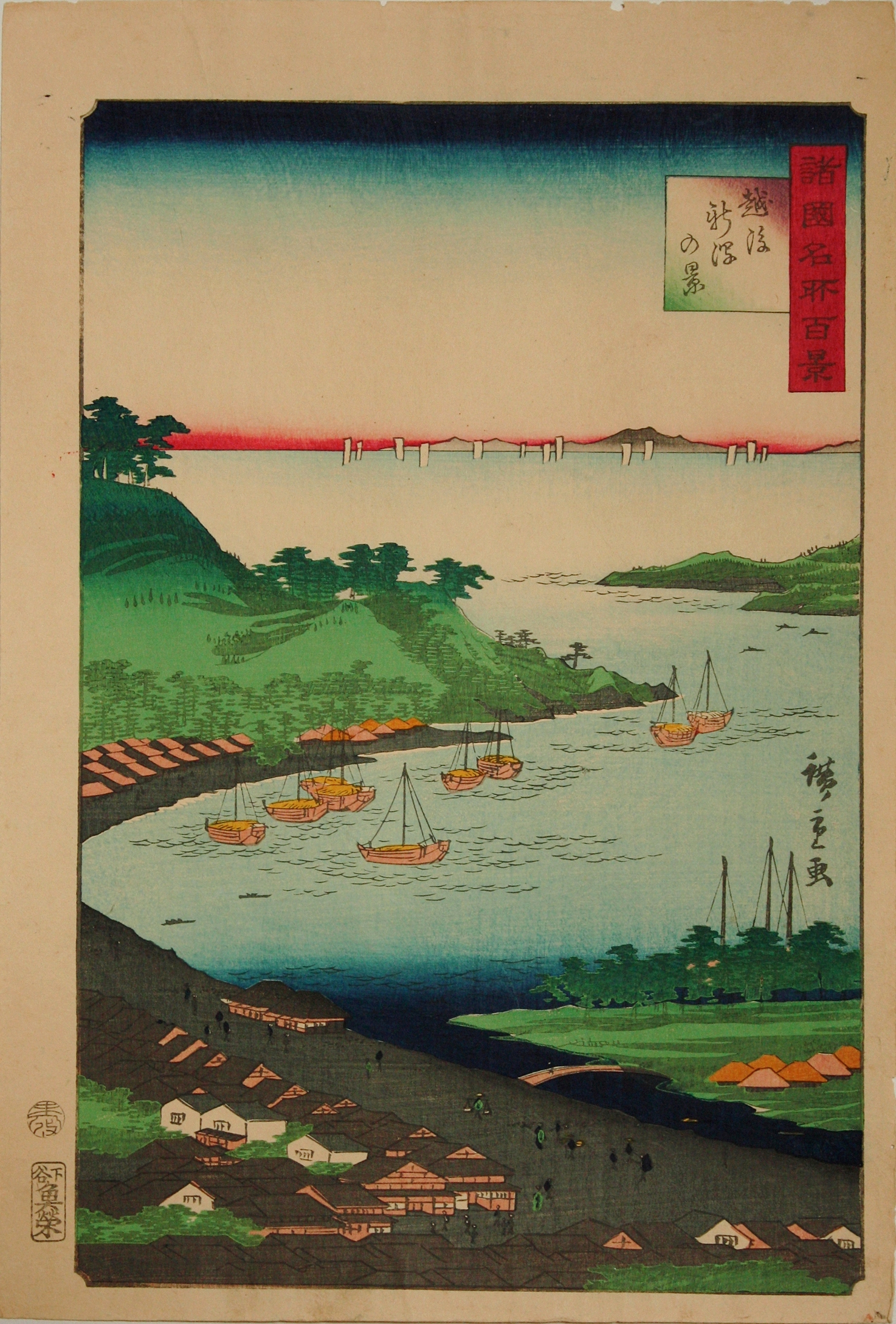
Echigo Niigata de la série « Cent vues des provinces ».